# Algentoxine
Algentoxine sind eine von den chemischen Strukturen wie von ihren Wirkungen her unterschiedliche Klasse giftiger Stoffwechselprodukte verschiedener Algen.

## Geschichte

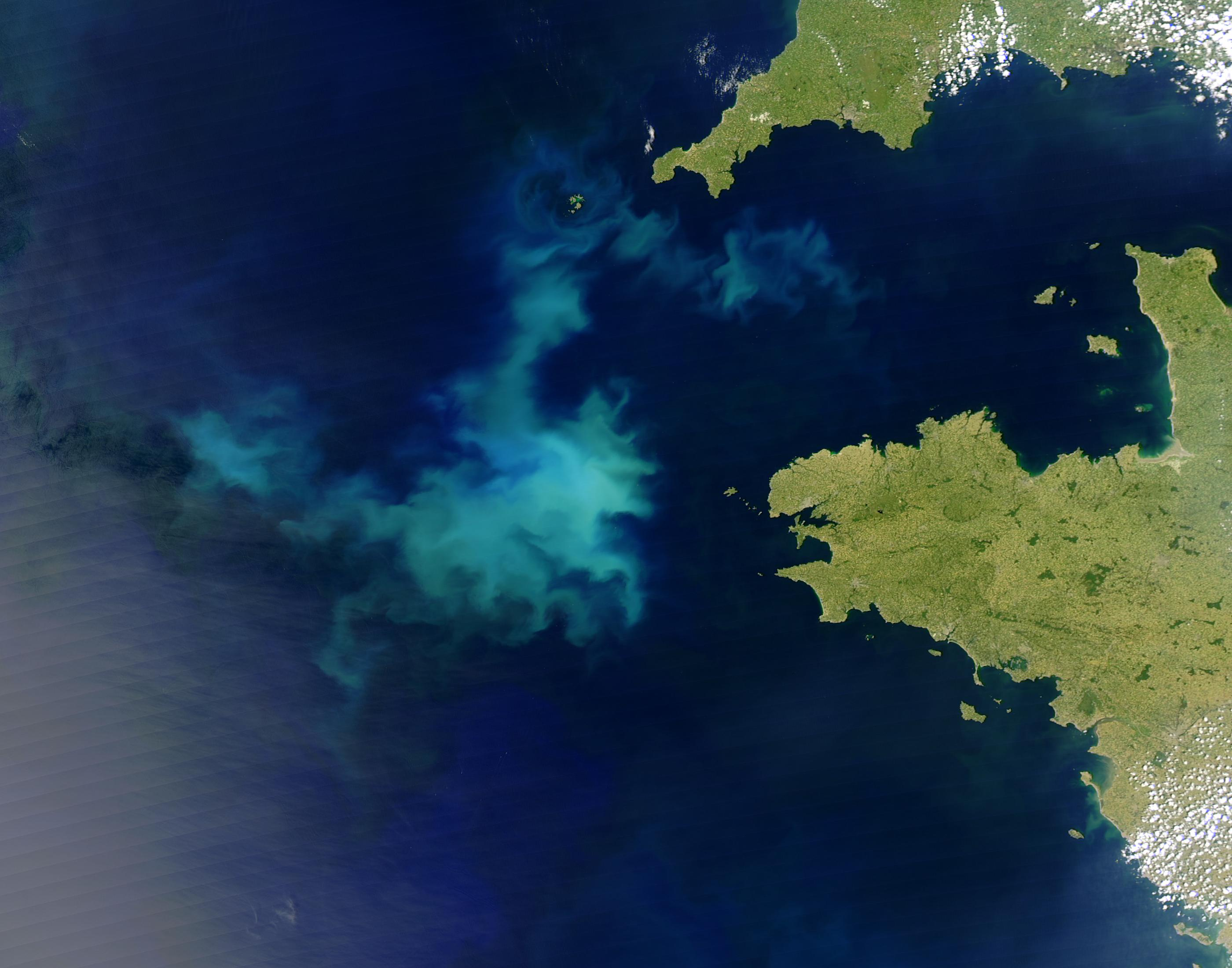
Algenblüte im Atlantischen Ozean vor der Bretagne im Atlantischen Ozean

Das Wissen um einen Zusammenhang von Wasserblüten als Ausdruck einer Massenvermehrung von Algen und dem Massensterben von Tieren ist altbekannt. So finden sich beispielsweise in der Bibel Berichte über derartige Zusammenhänge (die erste der Zehn Plagen, Exodus 7,20-21). Die ersten regelmäßigen schriftlichen Zeugnisse über Wasserblüten in Verbindung mit Lebensmittelvergiftungen finden sich in den Logbüchern der Schifffahrt des 19. Jahrhunderts.

## Vorkommen und Bedeutung
Algen stehen als Phytoplankton am Beginn (mariner) Nahrungsketten. Von diesen zahlreichen, verschiedenen Algenarten produziert nur ein verschwindend geringer Teil, etwa 50 Arten, Giftstoffe. Unter „normalen“ Bedingungen sind diese giftigen Algen und folglich auch ihre Toxine in vernachlässigbarer Konzentration im Meereswasser vorhanden. Jedoch reichern sich die Algentoxine in den marinen Nahrungsketten an: Über Speisefische, Schalentiere oder Muscheln gelangen diese Gifte u. U. in wirksamen Dosierungen an das Ende der Nahrungskette, wo sie schwere Lebensmittelvergiftungen verursachen können. Neben hohen Anforderungen an die Lebensmittelüberwachung - die Analytik der Algentoxine ist kein einfaches Unterfangen - sind hiermit auch handfeste ökonomische Interessen verknüpft.
Die Massenvermehrung giftiger Algen, die sogenannte toxische Algenblüte (harmful algal bloom HAB), kann zu Massensterben von Fischen führen. Ortsfeste Aquakulturen sind durch solche Algenblüten ebenso gefährdet – ein weiterer, wichtiger ökonomischer Aspekt. Der Verzehr derart verendeter Fische durch Vögel und Meeressäuger kann wiederum deren Tod herbeiführen.
Algentoxine haben für viele Meeresbewohner jedoch auch positive Auswirkungen. So dient beispielsweise die Anreicherung solcher Gifte in verschiedenen Geweben oder den gesamten Organismus als passiver, effektiver Schutz vor Fressfeinden.

## Einteilung
Algentoxine lassen sich einerseits nach den Symptomen der durch sie verursachten Vergiftung einteilen, andererseits durch ihre chemische Struktur. Die nachstehende Tabelle gibt einen kurzen Überblick über die wichtigsten Algentoxin-Vergiftungen und die verantwortlichen Wirkstoffe.
| Vergiftung                               | Symptome                                                                                                | Toxine                                   | produzierende Algen                                |
| ---------------------------------------- | --- | ---------------------------------------- | -------------------------------------------------- |
| amnesic shellfish poisoning ASP          | - Amnesie, - Erbrechen, - Durchfall                                                                     | - Domoinsäure                            | Pseudo-nitzschia, (Bacillariophyceae)              |
| ciguatera fish poisoning CFP (Ciguatera) | - Parästhesien, - Muskelschmerzen, - Taubheit in den Extremitäten, - Störungen des Heiß-/Kaltempfindens | - Ciguatoxine, - Maitotoxin              | Gambierdiscus toxicus, (Dinophyceae)               |
| diarrhetic shellfish poisoning DSP       | - Übelkeit, - Erbrechen - Durchfall                                                                     | - Okadasäure-Derivate - Dinophysistoxine | Dinophysis, Prorocentrum, (Dinophyceae)            |
| neurologic shellfish poisoning NSP       | - Parästhesien, - Erbrechen, - Durchfall                                                                | - Brevetoxine                            | Karenia (Dinophyceae) Chatonella (Raphidophyceae)  |
| paralytic shellfish poisoning PSP        | - Parästhesien, - Taubheit in den Extremitäten, - Lähmungen                                             | - Saxitoxin                              | Anabaena , Lyngbya, Oscillatoria,… (Cyanobacteria) |
| Palytoxinvergiftung                      | - Hämolyse, - Rhabdomyolyse, - Muskelkrämpfe                                                            | - Palytoxin                              | Ostreopsis (Dinophyceae)                           |
| Prymnesinvergiftung                      | - Hämolyse                                                                                              | - Prymnesine                             | Prymnesium parvum (Haptophyta)                     |